# Сет Гэмбл
Сет Гэмбл (англ. Seth Gamble, род. 10 февраля 1986 года, Голливуд, Флорида, США) — американский порноактёр, лауреат премий AVN Awards и XBIZ Award.

## Биография
Родился в Голливуде, штат Флорида, и вырос в Форт-Лодердейле, штат Флорида. До карьеры в порно работал стриптизёром, а также в сети LA Fitness.
Дебютировал в порноиндустрии в 2006 году, в возрасте 18 лет. Первая сцена — с Алексис Силвер для Big Tit Cream Pie. Три года работал с Bang Bros, затем в 2009 году переехал в Лос-Анджелес. «Сет» — его настоящее имя, а «Гэмбл» — фамилия девушки, с которой он учился в школе.

## Избранная фильмография
- Love Can Hurt... Sometimes
- Hairy Twatter The parodyride
- Star Wars XXX: A Porn Parody (2012)
- The Fate of Love (2011)
- Teacher's Pet (2011)
- The Flintstones: A XXX Parody (2010)
- Not Charlie's Angels XXX (2010)
- BATFXXX: Dark Night Parody (2010)
- Co-Ed Confidential (телесериал - 12 серии, 2010)
- The Sex Files: A Dark XXX Parody (2009)
- Not the Bradys XXX: Pussy Power! (2009)
- Big Tit Cream Pie 2 (указан как Дмитрий Лонг, 2008)

## Премии
- 2011 AVN Award – лучший новичок-мужчина[7].
- 2013 XBIZ Award – лучший актёр (пародия) – Star Wars XXX[8]
- 2014 XBIZ Award – лучший актёр (пародия) – Grease XXX: A Parody[9].
- 2019 AVN Award — лучший актёр — Deadpool XXX: An Axel Braun Parody[10].

### Номинации
| AVN Awards |                                               |                                                     |           |
| Год        | Категория                                     | Работа                                              | Результат |
| 2012       | Лучший актёр                                  | Saturday Night Fever XXX: An Exquisite Films Parody | Номинация |
| 2012       | Лучшая парная сцена (вместе с Хейден Уинтерс) | The Flintstones: A XXX Parody                       | Номинация |
| 2011       | Лучшая групповая сцена                        | Bonny & Clide                                       | Номинация |